# 三学
三学（さんがく, 巴: tisikkhā）とは、釈迦によって示された、仏道を修行する者がかならず修めるべき３つの基本的な修行項目をいう。三勝学（さんしょうがく）とも。具体的には、戒学・定学・慧学の3つを指す。この戒・定・慧は、修習の順番が重要である。
1. 戒学（かいがく） - 戒によって身口意（しんくい）の三業（さんごう）が清らかになり、禅定に入りやすくなる[2]。
2. 定学（じょうがく）- 禅定を修めることで、慧が得られる[2]。
3. 慧学（えがく） - 智慧（パンニャー）を修めることで漏・煩悩が排され、解脱智見が得られる[2]。

三学に解脱（vimutti）、解脱智見（vimutti-ñāṇa-dassana）を加えたものを五分法身と呼ぶ。

## 最古の修行法
三学は、文献学的にさかのぼりうる最古の修行法で、釈迦の直説(じきせつ)の可能性がある。並川孝儀は最古層経典の修行法の内容がほぼ三学であることを指摘している(並川2023a,p.14)。
- 最古層経典：修行法はほぼ「戒」や「定」や「慧」など後世の三学に該当する内容で占められる。
- 古層経典：新たな修行法もみられるようになる。その代表的な修行法が七種の修行法（三十七道品）である。中でも「五根」が最も早くみられ、続いて「八正道(八聖道)」が「四諦(四聖諦)」と一体で説かれる。
- 新層経典：新たに「四念処」「四正勤」「四神足」「五力」「七覚支」という修行法が説かれる。

## パーリ仏典
Tīṇimāni bhikkhave samaṇassa samaṇakaraṇīyāni. Katamāni tīṇi: 

adhisīlasikkhāsamādānaṃ, adhicittasikkhāsamādānaṃ, adhipaññāsikkhāsamādānaṃ,

imāni kho bhikkhave tīṇi samaṇassa samaṇakaraṇīyāni.
比丘たちよ、これら三つの、沙門のための沙門がすべき事がある。いかなる三か。

増上戒学の受戒、増上心学の受戒、増上慧学の受戒である。

比丘たちよ、これら三つが、沙門のための沙門がすべき事である。
Tisso imā bhikkhave sikkhā. Katamā tisso? Adhisīlasikkhā adhicittasikkhā adhipaññāsikkhā.
比丘たちよ、これら三つの学（sikkhā）がある。いかなる三か。

増上戒学、増上心学、増上慧学である。
—パーリ仏典, 増支部三集沙門品, Sri Lanka Tripitaka Project
それぞれを修めたならば、激しい欲（chando）は起こらず、三毒（rāgo, doso, moho）は消えてしまうと釈迦は説く。三学を修習しない者は、真の比丘ではないと釈迦は説いている。また釈迦は、農夫らが予め田畑を耕してから種を捲くように、比丘たちはまず三学を修習するよう説いている。

### 八正道との関係
三学と八正道は、以下のように隣接関係にある。
| 分類                                     | 要素      |
| ---------------------------------------- | --------- |
| 戒 (梵: śīla, 巴: sīla)                  | 3. 正語   |
| 戒 (梵: śīla, 巴: sīla)                  | 4. 正業   |
| 戒 (梵: śīla, 巴: sīla)                  | 5. 正命   |
| 定 (サマーディ, 梵/巴: samādhi)          | 6. 正精進 |
| 定 (サマーディ, 梵/巴: samādhi)          | 7. 正念   |
| 定 (サマーディ, 梵/巴: samādhi)          | 8. 正定   |
| 般若 (パンニャー, 梵: prajñā, 巴: paññā) | 1. 正見   |
| 般若 (パンニャー, 梵: prajñā, 巴: paññā) | 2. 正思惟 |

象跡喩小経においては、三学に沿った16段階の修行道が説かれている。

## 漢訳仏典・サンスクリット仏典
釈迦が最晩年に生涯をふりかえり、スバッダに語った偈でも、三学に相当する修行法が説かれている。

我年二十九、出家求善道。

須跋我成仏、今已五十年。

戒定智慧行、独処而思惟。

今説法之要、此外無沙門。

私は29歳で、良き道を求めて出家した。

スバッダよ。私がブッダとなってすでに50年がたった。

私は戒定慧の行を実践し、ひとり、深く考えてきた。

いま説いた法のかなめが、求道者のありかたのすべてである。
—漢訳仏典『長阿含経』巻四(『大正大蔵経』1巻p.25中段)
上記の偈に対応するサンスクリット仏典<

Avadānaśataka（AVŚ）

ekānnatriṃśatko vayasā subhadra

yat prāvrajaṃ kiṃkuśalaṃ gaveṣī

pañcāśad varṣāṇi samādhikāni

yasmād ahaṃ pravrajitaḥ subhadra（AVŚ_40.1）

śīlaṃ samādhiś caraṇaṃ ca vidyā

caikāgratā cetaso bhāvitā me

āryasya dharmasya pradeśavaktā

ito bahir vai śramaṇo 'sti nānyaḥ （AVŚ_40.2）
—引用元  エディンバラ大学「ジャータカ物語のサイト」(英文)